# يوجين موليغان
يوجين موليغان (بالإنجليزية: Eugene Mulligan)‏ هو لاعب كرة القدم الغالية أيرلندي، ولد في 1949 في Rhode, County Offaly ‏ في جمهورية أيرلندا.